# Alphafaktor
Der Alphafaktor ({\displaystyle \alpha }-Faktor; kurz „Alpha“ oder Jensen-Alpha) ist in der Finanzwissenschaft und insbesondere in der Kapitalmarkttheorie eine betriebswirtschaftliche Kennzahl, die das bei einer Geldanlage oder Investition vom Risikoträger eingegangene unsystematische Risiko wiedergibt.

## Allgemeines
Der Alphafaktor ist aus dem Capital Asset Pricing Model (CAPM) abgeleitet. Die Benchmark des gesamten Aktienmarktes (etwa der Aktienindex des DAX) ist die Vergleichsgröße, mit der die Aktienrendite einer bestimmten Aktie verglichen wird. Unter der Prämisse, dass die historische Renditeentwicklung einer Aktie charakteristisch für die Zukunft ist, gelten bei gleichen Betafaktoren die Aktien mit höheren Alphawerten als attraktivere Kapitalanlage. Der Alphafaktor lässt sich außer bei Aktien bei allen zinstragenden Finanzprodukten und Finanzinstrumenten (wie Anleihen, Geldmarktfonds, Geldmarktpapiere, Investmentfonds) ermitteln.
Er heißt auch „Jensen-Alpha“, weil Michael Jensen 1972 in einer empirischen Studie über die an der New York Stock Exchange im Zeitraum vom Januar 1926 bis März 1966 gehandelten Aktien auch eine negative Korrelation zwischen dem Betafaktor und dem Alphafaktor feststellte.

## Beschreibung
Der Alphafaktor entspricht der Differenz zwischen der tatsächlich erzielten Rendite und derjenigen Rendite, die ein Anleger risikoadjustiert (risikobereinigt) hätte erwarten können.
Im Hinblick auf den Alphafaktor können drei Arten unterschieden werden: 
| {\displaystyle \alpha }-Faktor | Bedeutung                                     | Fachausdruck             |
| ------------------------------ | --------------------------------------------- | ------------------------ |
| {\displaystyle \alpha =0}      | die Aktienrendite entspricht der Marktrendite | englisch Marketperformer |
| {\displaystyle \alpha >0}      | die Aktienrendite ist eine Überrendite        | englisch Overperformer   |
| {\displaystyle \alpha <0}      | die Aktienrendite ist eine Minderrendite      | englisch Underperformer  |

Der Alphafaktor ist auf dem vollkommenen Kapitalmarkt gleich null, denn diese Marktform kennt nur einen einheitlichen Marktpreis. Beim unvollkommenen Kapitalmarkt ist ein positives Alpha eine vom systematischen Risiko einer Aktie zusätzliche Rendite (Überrendite), so dass der Alphafaktor eine Underperformance dieser Aktie am Aktienmarkt angibt. Ein negativer Alphafaktor indiziert eine Minderrendite, die unterhalb der Marktrendite liegt und bedeutet Überbewertung.

## Mathematische Darstellung
Alphafaktor
Der Alphafaktor ist ein konstanter Parameter einer Regressionsgeraden. Beim Marktmodell (ex post) setzt sich die Aktienrendite einer bestimmten Aktie {\displaystyle R_{i}} aus der unsystematischen Rendite {\displaystyle \alpha _{i}} und der systematischen Rendite {\displaystyle \beta _{i}} zusammen:
{\displaystyle R_{i}=\alpha _{i}+\beta _{i}}.
Durch Isolation dieses Marktmodells lässt sich der Alphafaktor wie folgt darstellen:
{\displaystyle \alpha _{i}=R_{i}-\beta _{i}}.
Im Marktmodell setzt sich die Rendite aus einer systematischen und einer unsystematischen Rendite zusammen. Die systematische Rendite ist der Teil, der aus der Marktrendite resultiert, die unsystematische betrifft das Bonitätsrisiko des Emittenten.
Varianten
Die wichtigsten risikobereinigten (risikoadjustierten) Performance-Maße sind außerdem:
- Der Sharpe-Quotient {\displaystyle SR} misst die Überrendite relativ zum Gesamtrisiko eines Portfolios ({\displaystyle PF}). Die Entscheidung des Anlegers ist von der individuellen Risikoneigung abhängig. Es besteht ein Trade-off zwischen Risikodiversifikation und Überrendite:

{\displaystyle SR(PF)=P_{PF}^{S}={\frac {\mu _{PF}-r}{\sigma _{PF}}}}.
Das Gesamtrisiko als Risikokennzahl wird auf die Risikoprämie bezogen. Sie ist geeignet für breit diversifizierte Portfolios.
- Der Treynor-Quotient {\displaystyle TR} misst die Überrendite relativ zum eingegangenen Beta-Risiko:

{\displaystyle TR(PF)=P_{PF}^{T}={\frac {\mu _{PF}-r}{\beta _{PF}}}}.
Er ist ein systematisches Risiko in Form des Betafaktors als Risikokennzahl, auf welche die Risikoprämie bezogen wird. Geeignet zur Risikobewertung des Beitrags eines Teilportfolios zum Gesamtportfolio.
Der Sharpe- und der Treynor-Quotient sind Kennzahlen, die eine Überschussgröße zu einer Risikogröße ins Verhältnis setzen. Dies folgt dem Konzept der relativen Deckungsspannen, welches zur Entscheidung von Planungsproblemen mit Engpass benötigt wird. Auch der Sharpe- und Treynor-Quotient sind aus dem Capital Asset Pricing Model (CAPM) abgeleitet. Damit unterliegen sie auch der Kritik, die an diesem Kapitalmarktmodell geäußert wird.

## Beispiel
Beträgt beispielsweise der Geldmarktzins 2 % und ein Geldmarktfonds hat im Vergleichszeitraum eine Rendite von 6 % erzielt, liegt die Überrendite bei 4 %. Ist der Betafaktor identisch, so liegt der Alphafaktor ebenfalls bei 4 %. Entsprechend befindet sich die Minderrendite unterhalb des Geldmarktzinses von 2 %.

## Wirtschaftliche Aspekte
Der Alphafaktor spiegelt die Fähigkeiten eines Anlegers, Portfoliomanagers oder Fondsmanagers wider, ob und inwieweit er den Kapitalmarkt beurteilen kann. Bei positivem Alpha ist es diesen Marktteilnehmern gelungen, eine risikoadjustierte Überrendite zu erzielen. Der Alphafaktor sagt in diesem Zusammenhang aus, wie viel Prozent der Überrendite auf die erfolgreiche Auswahl einer Aktie und nicht auf die allgemeine Marktentwicklung zurückzuführen ist. Ursachen hierfür sind gute Marktanalysen, hohe Markttransparenz, Informationsvorsprung gegenüber anderen Marktteilnehmern – oder einfach nur Glück. Bei Investmentfonds ist der Alphafaktor die risikobereinigte Performance, also die von Marktentwicklungen unabhängigen Wertveränderungen. Empirischen Untersuchungen zufolge erzielen Small Caps und Unternehmen mit einem niedrigen Kurs-Gewinn-Verhältnis über einen langen Zeitraum ein positives Alpha. 
Da Alphafaktoren auf vergangenheitsbezogenen Marktdaten aufbauen und Trendextrapolationen hieraus zu unrealistischen Erwartungswerten führen können, ist die Fundamentalanalyse eine Alternative zur Bewertung von Alphafaktoren.
Im Rahmen von Aktienoptionsplänen für leitende Angestellte – als Bestandteil einer erfolgsabhängigen Vergütung – sollten die Optionsbedingungen so gewählt werden, dass die Optionen nur bei einem positiven Alphafaktor ausgeübt werden dürfen. Hierdurch kann vermieden werden, dass die Begünstigten allein deshalb Nutzen aus den Optionen ziehen, weil der Aktiengesamtmarkt sich positiv entwickelt hat.